# إيرين ديلروي
إيرين ديلروي (بالإنجليزية: Irene Delroy)‏ هي ممثلة أمريكية، ولدت في 21 يوليو 1900 في بلومنجتون في الولايات المتحدة، وتوفيت في 14 يونيو 1985 في إثاكا في الولايات المتحدة.

## وصلات خارجية
- إيرين ديلروي على موقع IMDb (الإنجليزية)
- إيرين ديلروي على موقع ألو سيني (الفرنسية)
- إيرين ديلروي على موقع أول موفي (الإنجليزية)
- إيرين ديلروي على موقع قاعدة بيانات برودواي على الإنترنت (الإنجليزية)
- إيرين ديلروي على موقع قاعدة بيانات الفيلم (الإنجليزية)
- إيرين ديلروي على موقع كينوبويسك (الروسية)